# Perfect Exchange
Série
The Sting
(1992)
Pour plus de détails, voir Fiche technique et Distribution.
Perfect Exchange (至尊三十六計之偷天換日, Ji jun sam sap lok gai: Tau tin wun yat) est une comédie d'action hongkongaise écrite et réalisée par Wong Jing et sortie en 1993 à Hong Kong. Il est classé Catégorie 3 (interdit aux moins de 18 ans) à sa sortie pour ses scènes de violences. C'est la suite de The Sting (1992), et est parfois appelé The Sting 2.
Elle totalise 27 912 327 HK$ au box-office.

## Synopsis
Mandy Chin (Andy Lau), Chung Cho-hung (Tony Leung Ka-fai), Lau Yiu-cho (Wan Chi-keung (en)) et Chan Chung-ming (Natalis Chan) sont des joueurs invétérés. Mandy utilise sa petite amie, Lily (Christy Chung), et son partenaire, Gold Finger Chi (Liu Kai-chi), qui distribuent les cartes, pour l’aider à tricher et à gagner 6 millions HK$. De son côté, Lau perd jusqu'à 4 millions HK$. Par la suite, Mandy, Lau et Chan rencontrent Chung, qui amène plusieurs de ses subordonnés avec lui, dans un bar. Lau se sent trompé et une grosse bagarre a lieu lors de laquelle Chung est blessé. Lau découvre que trois d'entre eux l'ont trompé et il fait du chantage à Mandy pour l'aider à aller en prison et interroger son ancien subordonné, Robinson Shun (Kwan Hoi-san), qui lui a volé 300 millions HK$ en bonds du Trésor. Si Mandy parvient à ce que Robinson lui confesse où se trouve le butin, Lau promet de verser à Mandy 10 millions HK$ en récompense. Pour faire entrer Mandy en prison, Lily le poursuit en justice pour harcèlement sexuel. Cependant, faute de preuves, le juge n’accepte pas l’affaire. Plus tard, Mandy réussit à se faire incarcérer en jetant sa chaussure au juge et est condamné à une peine d'un mois pour outrage au tribunal et agression du juge.
En prison, afin de se rapprocher de Robinson et de ne pas se laisser intimider par les détenus, Mandy paie les prisonniers Kei (Lee Siu-kei), Hung (Victor Hon) et Crazy Bill (William Ho) pour le protéger. Cependant, Mandy découvre la vérité à toute l'affaire. Lau est en fait le beau-fils de Robinson qui a tué sa fille pour de l'argent et a dit à la police qu'elle avait été tuée lors d'un vol. Pour venger sa fille, Robinson avait attaqué Lau avec un couteau et fut accusé de tentative de meurtre, ce qui conduisit à son emprisonnement. Après avoir entendu cela, Mandy change d’avis et est déterminé à aider Robinson à se venger de Lau. Robinson lui promet alors de céder la moitié de son argent s'il réussit à se venger.
Afin de persuader le gardien Chung à l'aider, Mandy promet de lui donner 30 millions HK$ une fois qu'il se soit vengé de Lau. Après s'être battu avec le subordonné de Lau, Dinosaur (Chan Chi-fai), qui a également été envoyé en prison pour interroger Robinson, Mandy, Chung et Dinosaur provoquent une émeute dans la prison qui a lieu en même temps que la soirée de fiançailles entre Lau et Mona (Anita Lee). Mandy profite du chaos pour s'évader de prison. À la soirée de Lau, Mandy, Chung et Lily l'obligent à abattre Mona après un affrontement où il est finalement arrêté. Robinson prend également les bonds du trésor cachés dans une bouteille en verre et, après l'incident, lui, Mandy, et Chung retournent en prison.
Grâce à leurs bonnes conduites, les trois sortent de prison avant la fin de leurs peines. Comme les bonds du Trésor sont déposées dans une banque suisse, Chung doit attendre quatre ans pour recevoir les 30 millions HK$ que Mandy avait promis de lui donner.

## Fiche technique
- Titre original : 至尊三十六計之偷天換日
- Titre international : Perfect Exchange
- Réalisation : Wong Jing
- Scénario : Wong Jing
- Photographie : Andrew Lau et Tony Miu
- Montage : Poon Hung
- Musique : Philip Chan et Sherman Chow
- Production : 	Jimmy Heung
- Société de production : Win's Entertainment
- Société de distribution : Gala Film Distribution
- Pays d'origine :  Hong Kong
- Langue originale : cantonais
- Format : couleur
- Genre : comédie et action
- Durée : 105 minutes
- Dates de sortie :
  - Hong Kong : 30 septembre 1993
  - Corée du Sud : 25 juin 1994

## Distribution
- Andy Lau : Mandy Chin
- Tony Leung Ka-fai : l'inspecteur de prison Chung Cho-hung
- Christy Chung : Lily
- Kwan Hoi-san : Robinson Shun
- Kingdom Yuen (en) : Turkey Chu
- Anita Lee : Mona
- Natalis Chan : Chan Chung-ming (caméo)
- Liu Kai-chi : Gold Finger Chi
- Tommy Wong : Big Eye Kwong
- Wang Lung-wei (en) : Pau
- Chan Chi-fai : Dinosaur
- Lee Siu-kei : Frère Kei
- Victor Hon : Frère Hung
- William Ho : Crazy Bill
- Wan Chi-keung (en) : Lau Yiu-cho
- Teddy Yip : le père de Chung
- Lok Wai : la petite amie du père de Chung
- Pau Hon-lam : le juge
- Law Shu-kei : un gardien de prison
- Fung Wai-lung : un homme de main de Cho
- Sam Ho : Dog
- Bobby Au-yeung (en)
- Carol Lee
- Leung Siu-tik : un détenu
- Kwan Yung : un détenu
- Kong Miu-ting : un détenu/un gardien de prison (2 rôles)
- Ng Kwok-kin : un gardien de prison
- Chan Siu-wah : un gardien de prison
- Fei Pak : un gardien de prison
- Wong Wai-shun : un homme de main de Cho